# Michaił Jełgin
Michaił Jełgin, ros. Михаил Николаевич Елгин (ur. 14 października 1981 w Petersburgu) – rosyjski tenisista.

## Kariera zawodowa
Jełgin uzyskał status profesjonalny w 1998. Od tego czasu trzy razy wygrywał turnieje rangi ATP Challenger Tour w grze pojedynczej i siedemnaście razy w grze podwójnej.
W październiku 2013 wygrał po raz pierwszy zawody z cyklu ATP World Tour, a dokonał tego w Moskwie, gdzie grał w parze z Denisem Istominem. Ponadto Rosjanin osiągnął trzy finały w deblu o randze ATP World Tour.
Najwyższe, 123. miejsce w singlu osiągnął podczas notowania 6 lipca 2009. 25 czerwca 2012 zanotował 53. pozycję w deblu, co było jego najwyższą lokatą.

### Finały w turniejach ATP World Tour
| Legenda                     |
| Wielki Szlem                |
| Igrzyska olimpijskie        |
| ATP World Tour Finals       |
| ATP World Tour Masters 1000 |
| ATP World Tour 500          |
| ATP World Tour 250          |

#### Gra podwójna (1–3)
| Końcowy wynik | Nr | Data                 | Turniej      | Nawierzchnia  | Partner              | Przeciwnicy                   | Wynik finału      |
| ------------- | -- | -------------------- | ------------ | ------------- | -------------------- | ----------------------------- | ----------------- |
| Finalista     | 1. | 30 października 2011 | Petersburg   | Twarda (hala) | Aleksandr Kudriawcew | Colin Fleming Ross Hutchins   | 3:6, 7:6(5), 8–10 |
| Zwycięzca     | 1. | 19 października 2013 | Moskwa       | Twarda (hala) | Denis Istomin        | Ken Skupski Neal Skupski      | 6:2, 1:6, 14–12   |
| Finalista     | 2. | 23 lutego 2014       | Delray Beach | Twarda        | František Čermák     | Bob Bryan Mike Bryan          | 2:6, 3:6          |
| Finalista     | 3. | 12 lutego 2017       | Sofia        | Twarda (hala) | Andriej Kuzniecow    | Viktor Troicki Nenad Zimonjić | 4:6, 4:6          |